# ددیناتس
ددیناتس (به صربی: Dedinac) یک منطقهٔ مسکونی در صربستان است که در کورشوملیا واقع شده‌است. ددیناتس ۱۲۴ نفر جمعیت دارد.